# Philipp Zorn

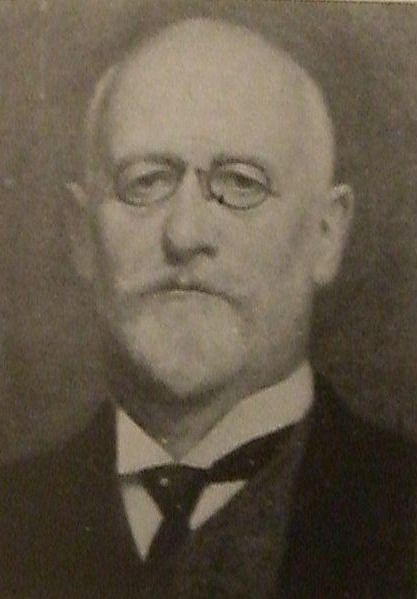
Philipp Zorn

Philipp Zorn (* 13. Januar 1850 in Bayreuth; † 4. Januar 1928 in Ansbach) war ein deutscher Kirchen- und Staatsrechtler und lehrte in Bern, Königsberg und Bonn.

## Leben
Zorn wuchs in einem kinderreichen evangelischen Pfarrhaus auf. Nach dem Abitur am Gymnasium Carolinum  in Ansbach studierte er an der Ludwig-Maximilians-Universität München Rechtswissenschaft. Ein Semester verbrachte er an der Universität Leipzig. 1872 promoviert und 1874 habilitiert, wurde er an die Universität Bern berufen. Sein weiterer Weg führte nach Königsberg und Bonn. 1887/88 war er Rektor der Albertus-Universität Königsberg und 1910/11 Rektor der Rheinischen Friedrich-Wilhelms-Universität Bonn. Als wissenschaftlicher Delegierter vertrat Zorn das Deutsche Reich auf den beiden Haager Friedenskonferenzen (1899 und 1907) und auf der Genfer Konferenz (1906). Als König von Preußen berief Kaiser Wilhelm II. ihn 1905 in das Preußische Herrenhaus; zugleich wurde er zum Kronsyndikus bestellt.
Aus Zorns 1875 mit Maria Kayser geschlossener Ehe gingen drei Söhne hervor. Der älteste, Albert Zorn (1876–1925), war zuletzt Landgerichtsdirektor in Stade. Der jüngste Sohn, Dr. rer. pol. Konrad Zorn (1882–1959), war Landrat im Kreis Osterburg und Verwaltungsgerichtsdirektor am Verwaltungsgericht Minden.
Seit seiner Jugend der Geschichte zugewandt, war Zorn von preußisch-protestantischer Gesinnung. Von 1890 bis zu seinem Weggang nach Bonn fungierte er als Präses der Provinzialsynode der Kirchenprovinz Ostpreußen. Seine Intoleranz gegenüber dem Katholizismus milderte sich erst in seiner Bonner Zeit. Zorn sah den Kern Deutschlands in einem Bauern- und Kleinbürgerstand. Er lehnte als Monarchist den Parlamentarismus ab und wurde Anhänger der Deutschkonservativen Partei. 1892 stellte er sich gegen das antisemitische Tivoli-Programm der Deutschkonservativen.
Zorn war seit 1868 Angehöriger des Corps Isaria. Er betrieb Isarias Umwandlung vom Lebenscorps in ein Waffencorps. In Königsberg war er bis 1900 der Vorsitzende des Bezirksverbandes Alter Corpsstudenten. Zorn gehörte zu denjenigen, die der freien Landsmannschaft Littuania den Beitritt zum Königsberger Senioren-Convent und damit zum Kösener SC-Verband empfahlen.

## Ehrungen
- Ehrenmitglied des Corps Isaria
- Philipp-Zorn-Straße in Ansbach
- Philipp-Zorn-Straße in Köln-Niehl (Stadtteil Nippes)

## Werke
- Staat und Kirche in der Schweiz (1877/78)
- Lehrbuch des Kirchenrechts (1888)
- Das Staatsrecht des Deutschen Reichs. 2 Bände (1895–1897)
- Philipp Zorn, Herbert von Berger (Schriftleitung): Deutschland unter Kaiser Wilhelm II. Hrsg. von Siegfried Körte, Friedrich Wilhelm von Loebell u. a. 3 Bände. R. Hobbing, Berlin 1914. Selbstständige Beiträge darin:
  - Staats- und Verwaltungsrecht
  - Staat und Kirche
- Politik als Staatskunst. Ihr Begriff und Wesen. In: Handbuch der Politik, Berlin und Leipzig 1914
- Friedens- und Kriegsbündnisse. Die internationale Schiedsgerichtsbarkeit. Die Idee des ewigen Friedens. In: Handbuch der Politik, Berlin und Leipzig 1914
- Treitschke und der Völkerbund, in: Der Tag Nr. 272, 22. November 1918, S. 1f.
- Deutschland und die beiden Haager Friedenskonferenzen (1920)
- Autobiographie, in: Die Rechtswissenschaft der Gegenwart in Selbstdarstellungen. Bd. 1 (1924)
- Aus einem deutschen Universitätsleben. Röhrscheid, Bonn 1927, urn:nbn:de:hbz:5:1-33956.
- Bearbeiter der 5. Auflage von Ludwig von Rönne: Das Staatsrecht der preußischen Monarchie. 3 Bände (1899–1916).